# Robert Finley
Robert Finley (1772 – 1817) foi o presidente da Universidade da Geórgia e um dos diretores da Sociedade americana de colonização.